# Cryptopalpus transiens
Cryptopalpus transiens là một loài ruồi trong họ Tachinidae.